# Статер
Статер (на старогръцки: στατήρ, Stater) е древна монета в Древна Гърция. Най-разпространени са златните статер-монети на царете Филип II Македонски и Александър Велики.
Златният статер е сечен най-много през V век пр. Хр., тежи около 8,6 грама. 1 статер = 2 драхми. Древноегипетският златен статер е въведен през IV век пр. Хр.